# Anna Wirtemberska
Anna Wirtemberska (niem. Anna von Württemberg) (ur. 12 czerwca 1561 roku w Stuttgarcie; zm. 7 lipca 1616 w Chojnowie) – księżna z niemieckiej dynastii Wirtembergów. Żona Jana Jerzego - księcia oławskiego i wołowskiego, a po jego śmierci Fryderyka IV - księcia legnickiego. W latach 1592–1594 sprawowała władzę nad księstwem oławskim (oprawa wdowia).

## Życiorys
Była córką Krzysztofa, księcia Wirtembergii i jego żony Anny Marii Brandenburskiej, córki księcia Jerzego Hohenzollerna-Ansbacha. 16 września 1582 w Brzegu, księżna poślubiła Jana Jerzego, drugiego syna Jerzego II Wspaniałego - księcia brzeskiego. Para miała dwójkę dzieci: Jerzego Krzysztofa (1583-1584) i Barbarę (1584/85-1586); obydwoje zmarli w okresie dzieciństwa.
W 1586 roku, po śmierci teścia Anny - Jerzego II, jej mąż - Jan Jerzy objął władzę nad Wołowem, oraz wspólnie z bratem Joachimem Fryderykiem nad Oławą (Brzeg - stolica księstwa, jako oprawa wdowia przypadła ich matce, Barbarze). 6 lipca 1592 roku bezdzietnie zmarł Jan Jerzy, tym samym władza nad Wołowem przeszła w ręce jego brata; natomiast nad Oławą, jako oprawa wdowia trafiła do Anny. Dwa lata później - 24 października 1594 Anna Wirtemberska poślubiła podwójnego wdowca, księcia legnickiego Fryderyka IV; tym samym władza nad Oławą przeszła w ręce Joachima Fryderyka.
Książę Fryderyk IV zmarł 27 marca 1596, po zaledwie siedemnastu miesiącach małżeństwa. Para nie doczekała się potomstwa. Anna, zostając po raz drugi wdową obrała za swoją siedzibę zamek w Chojnowie, gdzie spędziła w samotności resztę życia. W mieście tym dała się poznać z jednej strony jako osoba hojna, obdarowywując chojnowski kościół bogatym wystrojem ołtarza i ambony oraz obszernym zbiorem ksiąg liturgicznych; z drugiej jako postać kłótliwa, głównie z powodu licznych sporów, m.in. z miejskimi radnymi oraz mieszkańcami Chojnowa. Przyczyną skarg księżnej był brak straży nocnej na zamku czy dopuszczanie do nocnych hałasów i pijackich rozrób.
Anna Wirtemberska za życia nakazała przygotowanie we wnętrzu chojnowskiej fary swojego grobowca, który został ukończony w 1608 roku. Zmarła 7 lipca 1616 roku w Chojnowie, pochowana w cynowej trumnie, zgodnie z życzeniem we wcześniej przygotowanym grobowcu. Trumna, w której pochowano księżną Annę została zwieńczona została typowym dla okresu baroku epitafium. Była ostatnią rezydentką chojnowskiego zamku, który po jej śmierci zaczął popadać w ruinę potęgowaną wybuchem wojny trzydziestoletniej.

## Upamiętnienie

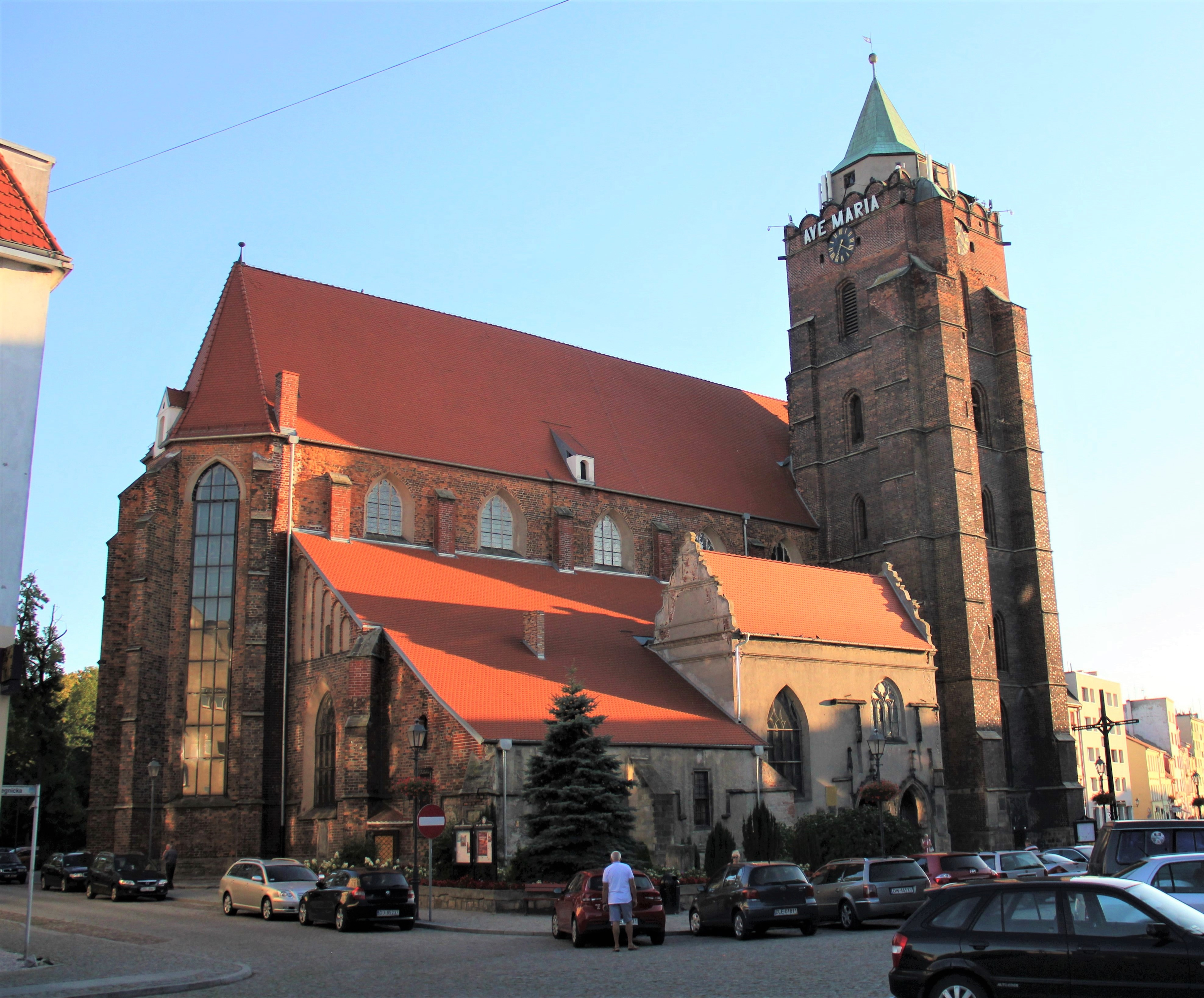
Kościół Świętych Apostołów Piotra i Pawła w Chojnowie - miejsce pochówku księżnej Anny

Zarówno trumna ze szczątkami jak i krypta księżnej nie zachowały się do czasów współczesnych. W 1723 roku doszło do kradzieży mosiężnego herbu umieszczonego na kracie; o kradzież posądzony został miejscowy kościelny - Hoffman. W 1813 roku chojnowski pastor Adolf Wandrey na wieść o zbliżających się do Chojnowa wojskach Napoleona Bonaparte, przekazał na przechowanie radnemu von Minutoli biżuterię z grobowca. Przekazane wyroby ze złota nigdy jednak nie wróciły już do krypty, a ślad po nich zaginął. W 1857 roku krypta została zamurowana, natomiast po 1945 roku całkowicie zdewastowana przez szabrowników; szczątki księżnej zostały usunięte.
Pamięć o księżnej Annie Wirtemberskiej pomimo dewastacji jakiej dopuścili się polscy osadnicy po II wojnie światowej jest kultywowana przez współczesnych mieszkańców Chojnowa. W 2009 roku, dzięki staraniom proboszcza Tadeusza Jurka oraz wiernych, w miejscu stanowiącym niegdyś wejście do krypty pojawiła się tablica z napisem: D.O.M. księżna ANNA wirtemberska. Stuttgart 1561 - 1617 Chojnów. A.D. 2009 przywrócili pamięci mieszkańcy Chojnowa.

## Genealogia
| Ulryk Wirtemberski ur. 8 II 1487 zm. 6 XI 1550 | Ulryk Wirtemberski ur. 8 II 1487 zm. 6 XI 1550 |                                                      |                                                      | Sabina Wittelsbach ur. 24 IV 1492 zm. 30 XIII 1564 | Sabina Wittelsbach ur. 24 IV 1492 zm. 30 XIII 1564 |  |  | Jerzy Hohenzollern-Ansbach ur. 4 III 1484 zm. 27 XII 1543 | Jerzy Hohenzollern-Ansbach ur. 4 III 1484 zm. 27 XII 1543 |                                                        |                                                        | Jadwiga Ziębicka ur. 10/12 VI 1508 zm. 28 XI 1531 | Jadwiga Ziębicka ur. 10/12 VI 1508 zm. 28 XI 1531 |
|                                                |                                                |                                                      |                                                      |                                                    |                                                    |  |  |                                                           |                                                           |                                                        |                                                        |                                                   |                                                   |
|                                                |                                                |                                                      |                                                      |                                                    |                                                    |  |  |                                                           |                                                           |                                                        |                                                        |                                                   |                                                   |
|                                                |                                                | Krzysztof Wirtemberski ur. 12 V 1515 zm. 28 XII 1568 | Krzysztof Wirtemberski ur. 12 V 1515 zm. 28 XII 1568 |                                                    |                                                    |  |  |                                                           |                                                           | Anna Maria Brandenburska ur. 28 XII 1526 zm. 20 V 1589 | Anna Maria Brandenburska ur. 28 XII 1526 zm. 20 V 1589 |                                                   |                                                   |
|                                                |                                                |                                                      |                                                      |                                                    |                                                    |  |  |                                                           |                                                           |                                                        |                                                        |                                                   |                                                   |
|                                                |                                                |                                                      |                                                      |                                                    |                                                    |  |  |                                                           |                                                           |                                                        |                                                        |                                                   |                                                   |
|                                                |                                                |                                                      |                                                      |                                                    |                                                    |  |  |                                                           |                                                           |                                                        |                                                        |                                                   |                                                   |

|  |  |  |  | Anna Wirtemberska (ur. 12 VI 1561, zm. 7 VII 1616) |